# Лукино (Белозерский район)
Лукино — деревня в Белозерском районе Вологодской области.
Входит в состав Глушковского сельского поселения, с точки зрения административно-территориального деления — в Глушковский сельсовет.
Расстояние по автодороге до районного центра Белозерска составляет 19 км, до центра муниципального образования деревни Глушково — 12 км. Ближайшие населённые пункты — Большое Третьяково, Давыдовская, Малое Третьяково.
Население по данным переписи 2002 года — 9 человек.